# Sigismund Anton von Hohenwart

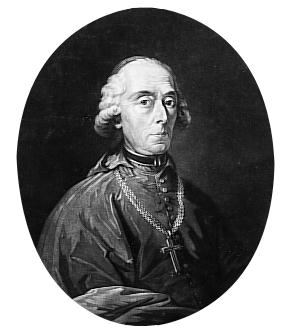
Sigismund Anton Graf von Hohenwart

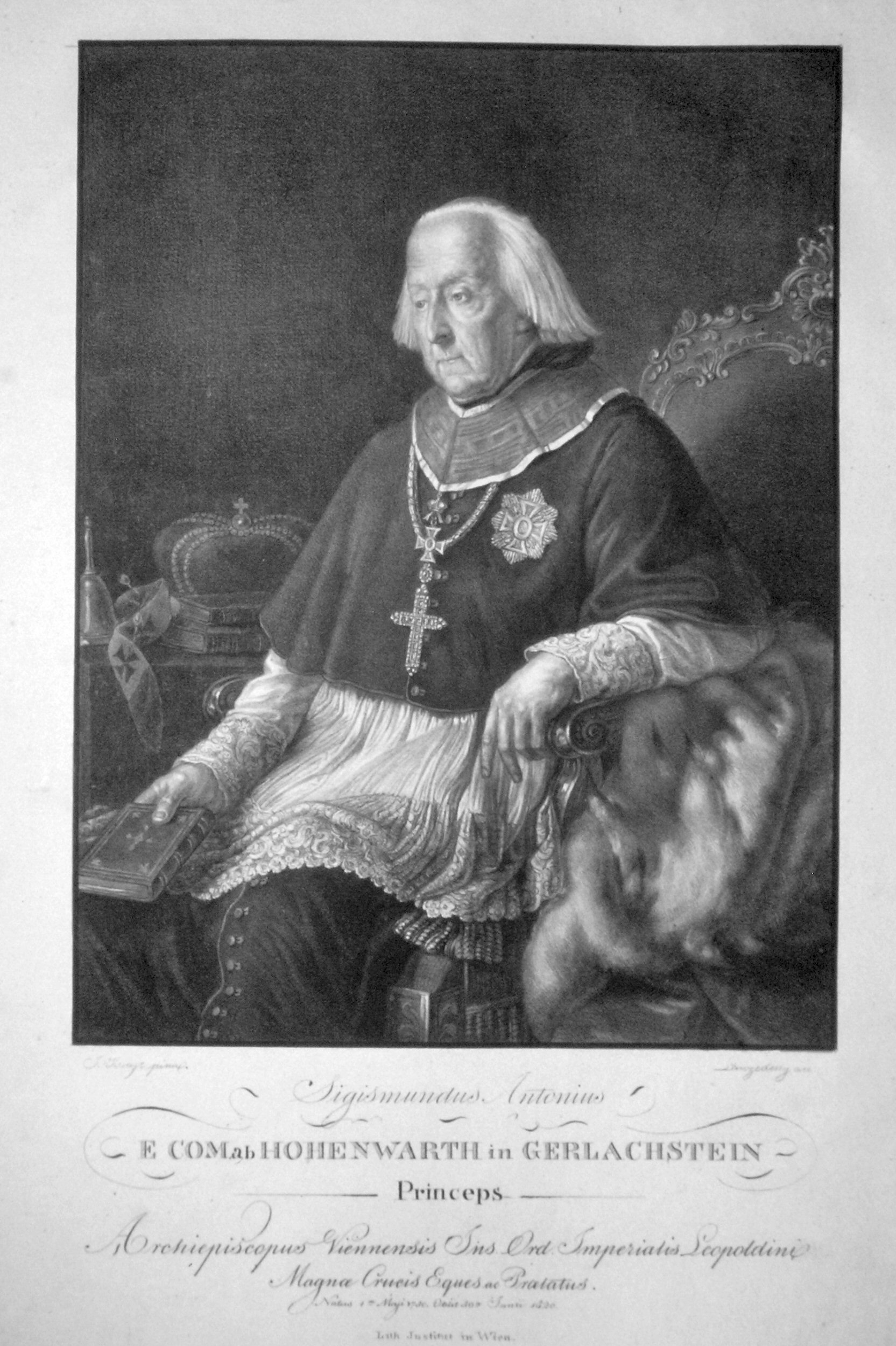
Sigmund Anton von Hohenwart. Lithographie von Josef Lanzedelli d. Ä., um 1820, nach einem Gemälde von Johann Krafft.

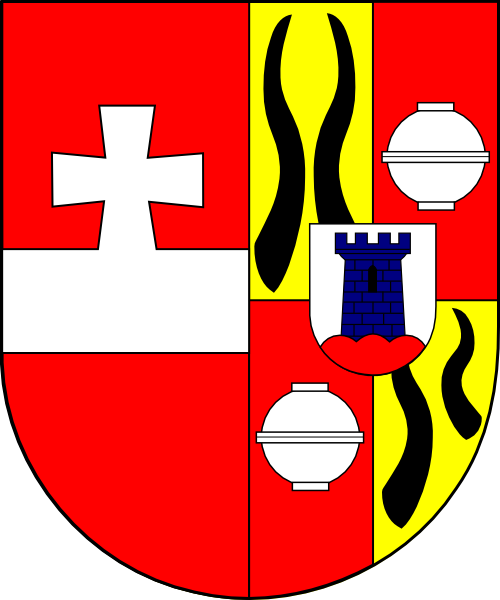
Wappen des Erzbischofs von Wien

Sigismund Anton Graf von Hohenwart SJ (* 2. Mai 1730 in Gerlachstein, Krain; † 30. Juni 1820 in Wien) war von 1791 bis 1794  römisch-katholischer Bischof von Triest und von 1794 bis 1803 Bischof von St. Pölten. Von 1792 bis 1803 war er zudem Apostolischer Feldvikar. Von 1803 bis 1820 war er Fürsterzbischof der Erzdiözese Wien. Er entstammte der Adelsfamilie Grafen von Hohenwart, die in der Krain ansässig war.

## Leben
Er trat 1746 in den Jesuitenorden ein, studierte Theologie in Graz, war Professor in Triest und Laibach und schloss 1758 sein Theologiestudium ab. 1759 empfing er die Priesterweihe. Ab 1761 unterrichtete er an der Theresianischen Akademie in Wien und war ab 1778 Lehrer des späteren Kaisers Franz II. und seiner Brüder in Florenz. 1791 wurde er Bischof von Triest und 1794 Bischof von St. Pölten. Die Bischofsweihe spendete ihm der Bischof von Laibach, Michel Leopold Brigido von Marenfels und Bresoviz, am 23. Oktober 1791. Von 1792 bis 1803 war er zudem Apostolischer Feldvikar.
Am 29. April 1803 ernannte ihn sein ehemaliger Schüler, Kaiser Franz II., zum Fürsterzbischof der Erzdiözese Wien, die päpstliche Bestätigung erfolgte am 20. Juni.
Er war ein wohltätiger und gelehrter Kirchenfürst und führte in seiner Diözese viele Visitationen durch. Er bemühte sich um eine gute Ausbildung der Alumnen im Priesterseminar und ließ 1805 das Curhaus, in dem die Priesterstudenten untergebracht waren, aufstocken. Er förderte die Zulassung der Redemptoristen und Mechitaristen in Wien und unterstützte Klemens Maria Hofbauer.
Er war ein Gegner Napoleons und unterzeichnete 1809 nur widerwillig einen Hirtenbrief, in dem die Priester aufgefordert wurden, in ihre Pfarren zurückzukehren. Am 11. März 1810 nahm er in der Augustinerkirche die kirchliche Trauung von Maria-Luise mit Napoleon vor, der durch Erzherzog Karl vertreten wurde.
Sein Grab befindet sich in der Bischofsgruft des Wiener Stephansdoms.